# Synodontis carineae
Synodontis carineae är en fiskart som beskrevs av Emmanuel Vreven och Ibala Zamba 2011. Synodontis carineae ingår i släktet Synodontis och familjen Mochokidae. Inga underarter finns listade i Catalogue of Life.